# 호위슨의 산길
호위슨의 산길은 남아프리카 그레이엄즈타운 근처 호위슨의 산길 주거지 고고학 유적지를 따서 명명한 아프리카 중기 석기 시대의 석회 기술 문화 시대이다. 2008년에 발표된 연구에 따르면 약 65,800년 전에서 59,500년 전 사이에 약 5,000년 동안 지속되었다.